# جو استاندارد بین‌المللی

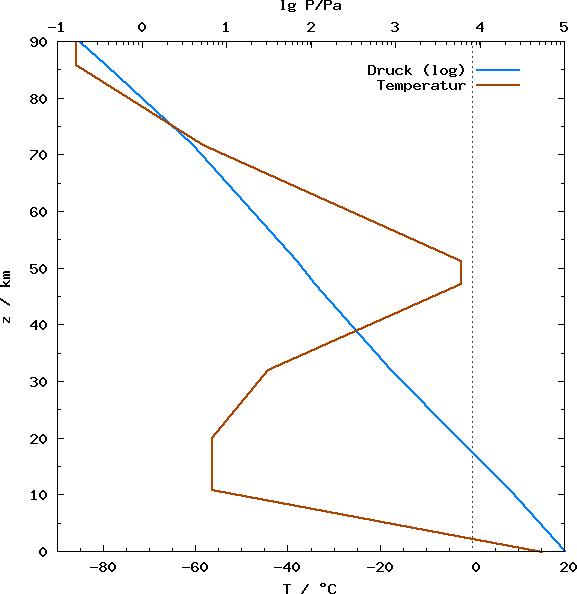
نمایی از نمودار تغییرات دما (قهوه ای) و فشار (آبی) در جو استاندارد

جو استاندارد بین‌المللی مدلی جوی است که چگونگی تغییر فشار، دما، چگالی و گرانروی با تغییر ارتفاع در جو زمین را نشان می‌دهد. این مدل جوی مرجع مشترکی برای دما و فشار است و دما و فشار در جداول این مدل جوی در ارتفاعات مختلف، مقادیر مختلف دارند.